# 棠姓
棠姓是中国稀有姓氏之一，郡望齐郡、江夏等，未被收入《百家姓》。

## 起源
1. 源自齊國棠邑（今山東省濟寧市魚台縣）大夫，號稱「棠公」，娶齊桓公後代東郭姜為妻，後人有棠無咎。
2. 出自芈姓。春秋時楚國棠邑（今江蘇南京一帶）大夫兄長伍尚，因為救父伍奢而死於奸臣費無忌之手，其弟伍子胥逃到吳國，成為吳國大臣，並興兵破楚報仇，追封兄长伍尚为“棠君”，令其家人以棠為姓氏。

## 延伸阅读
[在维基数据编辑]
 《欽定古今圖書集成·明倫彙編·氏族典·棠姓部》，出自陈梦雷《古今圖書集成》